# Renault Espace II
Le Renault Espace II est un monospace commercialisé par le constructeur automobile français Renault, de 1991 à 1997. Son nom de code est « P36 » chez Matra et « J63 » chez Renault, et 316 518 exemplaires sont produits durant sa carrière. Le cap des 500 000 exemplaires sera franchi en juillet 1996 (incluant 190 000 Espace I) .
Les formes ont été assouplies, sans tomber dans le bio-design qui submerge le marché. La voiture « berlinisée », dessinée chez Matra par Aimé Saugues, est plus dynamique, plus moderne. Les montants de pare-brise sont d'une extrême finesse et recouverts par les vitres latérales. Les rétroviseurs sont intégrés dans des excroissances de la carrosserie. Les panneaux de plastique de la carrosserie sont tous constitués de SMC (Sheet Moulding Compound) : les chutes de fibres de verre sont hachées et incorporées dans une pâte conditionnée en rouleaux. Ce matériau est déposé dans les moules où il est pressé à chaud.
En 1994 sort le concept-car Espace F1, pour fêter les 10 ans de collaboration entre Renault et Matra. Il utilise un moteur RS5, 10 cylindres en V de 3 500 cm3 et 40 soupapes de 820 ch issu de la Williams FW15C.
La finition fait d'énormes progrès, l'ergonomie aussi, avec des sièges sur rails à l'arrière dans les finitions haut de gamme. L'adjonction d'une motorisation V6 et d'une boîte automatique assoient l'Espace dans son statut de véhicule haut de gamme.

## Les différentes versions

### Finitions

#### RN (entrée de gamme)
Équipé de série : Direction assistée, vitres électriques à l'avant, montre au tableau de bord, sellerie tissu, enceintes avant, fermeture centralisée…

#### RT (milieu de gamme)
Équipé de série : Direction assistée, vitres électriques à l'avant, montre sur le plafonnier, siège pivotant, rétroviseur électrique et dégivrant, compte-tours et pression de turbo sur version Diesel, tissu velours sur le tableau de bord avec inscription Espace, sellerie en tissu et velours (drap Aztéque cendre), tablette aviation, vitres de custode arrière entrebaillantes, enceintes avant et arrière, barres de toit, vitres teintées, fermeture centralisée… 

#### RXE (haut de gamme)
Équipé de série : Direction assistée, 4 vitres électriques, montre sur plafonnier, éclairage de plafonnier temporisé, moquette dans les vide-poches du tableau de bord, joints de porte recouverts de velours, miroir de courtoisie éclairé côté passager, volant cuir, sièges pivotants, rétroviseur électrique et dégivrant, compte-tours et pression de turbo sur version Diesel, tissu velours sur le tableau de bord avec inscription Espace, moquette au niveau des genoux sur le bas du tableau de bord, moquettes entourées d'une fausse couture sur le bas des panneaux de porte, accoudoir sur les panneaux de porte, sellerie en velours, tablette aviation, pédales d'embrayage et de frein entourées d'un jonc en inox, vitres de custode arrière entrebaillantes, rangement sur les côtés dans le coffre, enceintes avant et arrière, 2 toits ouvrants avec stores, barres de toit, vitres teintées, fermeture centralisée, appuies têtes arrière, peinture intégrale…

### Séries spéciales

#### Cyclade (base RN)
Équipé de série :
sellerie spécifique en tissu, logos "Cyclade" sur ailes avant… 

#### Helios (base RT)
Équipé de série :
deux toits ouvrants avec stores, boucliers gris foncé, logos "Helios" sur ailes avant, radio cassette stéréo 4×6W avec commande par satellite sous le volant…

#### Alizé (base RT)
Équipé de série :
Peinture intégrale, logo "Alizé" sur ailes avants, climatisation, 

#### Grand Ecran (base RXE)
Équipé de série :
ABS, intérieur velours "Asteria", accoudoirs sur les sièges, radio CD 4×15W avec satellite de commande sous le volant, logos "Grand Écran" sur ailes avant et le hayon 

#### V6 (base RT et RXE, versions essence uniquement)
Reconnaissable à ses jantes en alliages de 15 pouces, ainsi que le monogramme V6 sur le hayon, et inscription Espace V6 sur le tableau de bord côté passager.

## Caractéristiques

### Chaîne cinématique

#### Motorisations
| Modèle et boîte                                   | Production                              | Moteur                   | Cylindrée         | Puissance                      | Couple                 | 0 à 100 km/h | Vitesse maximale                  | Consommation et émissions de CO2 |
| ------------------------------------------------- | --------------------------------------- | ------------------------ | ----------------- | ------------------------------ | ---------------------- | ------------ | --------------------------------- | -------------------------------- |
| Renault Espace II 2.2i (boîte méca. 5 ou auto. 4) | Méca. : 1991 - 1996 Auto. : 1995 - 1996 | 4 cylindres en ligne J7T | 2 165 cm3 (2,2 L) | 81 kW (110 ch) à 5 000 tr/min  | 180 N m à 3 500 tr/min | 13,1 s       | Méca. : 175 km/h Auto. : 163 km/h | 8 à 9 L/100 km - g/km            |
| Renault Espace II V6i (boîte méca. 5 ou auto. 4)  | Méca. : 1991 - 1996 Auto. : 1993 - 1996 | 6 cylindres en V V6 PRV  | 2 849 cm3 (2,8 L) | 113 kW (153 ch) à 5 400 tr/min | 229 N m à 2 500 tr/min | 10 s         | Méca. : 198 km/h Auto. : 187 km/h | - L/100 km - g/km                |

| Modèle et boîte                          | Production  | Moteur               | Cylindrée         | Puissance                    | Couple                 | 0 à 100 km/h | Vitesse maximale | Consommation et émissions de CO2 |
| ---------------------------------------- | ----------- | -------------------- | ----------------- | ---------------------------- | ---------------------- | ------------ | ---------------- | -------------------------------- |
| Renault Espace II 2.1dT (boîte méca. 5)  | 1991 - 1997 | 4 cylindres en ligne | 2 068 cm3 (2,1 L) | 65 kW (88 ch) à 4 250 tr/min | 181 N m à 2 000 tr/min | 16,1 s       | 169 km/h         | 8,0 L/100 km - g/km              |
| Renault Espace II 2.1dTv (boîte méca. 5) | 1995 - 1996 | 4 cylindres en ligne | 2 068 cm3 (2,1 L) | 68 kW (92 ch) à 4 250 tr/min | 190 N m à 2 000 tr/min |              | 169 km/h         | 9,3 L/100 km - g/km              |

## Véhicules concurrents
L'Espace se retrouve face à de nouveaux concurrents au début des années 1990 : le Pontiac Trans Sport de General Motors, et le Prévia de Toyota.
En 1994 débarquent les clones PSA-Fiat : Peugeot 806, Citroën Evasion, Fiat Ulysse et Lancia Zêta, et l'année suivante le trio Ford Galaxy, Volkswagen Sharan, Seat Alhambra.

## Production
Au total, ce sont 1 245 000 exemplaires, toutes générations confondues d'Espace, qui ont été produits en 30 ans.

## Filmographie
- Le Renault Espace, film documentaire de Fabrice Maze, produit par Seven Doc, 2010
- Le Renault Espace a fait une apparition dans le film Edge of Tomorrow en 2014
- Le Renault Espace est utilisé par François Cluzet dans le film Médecin de campagne sorti en 2014
- 2008 Top Gear « Concept Monospace Cabriolet »